# Villa Berger

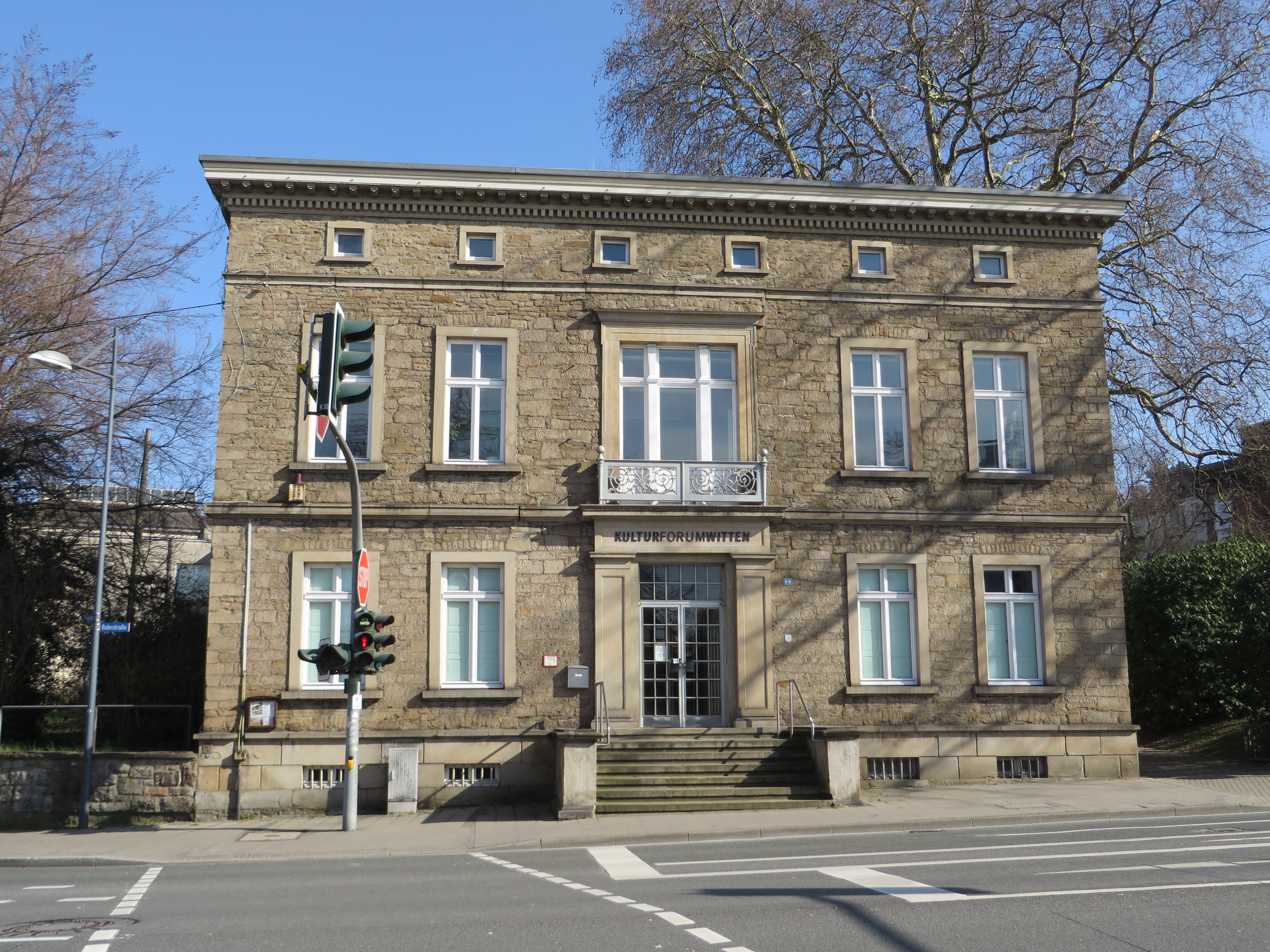
Villa Berger

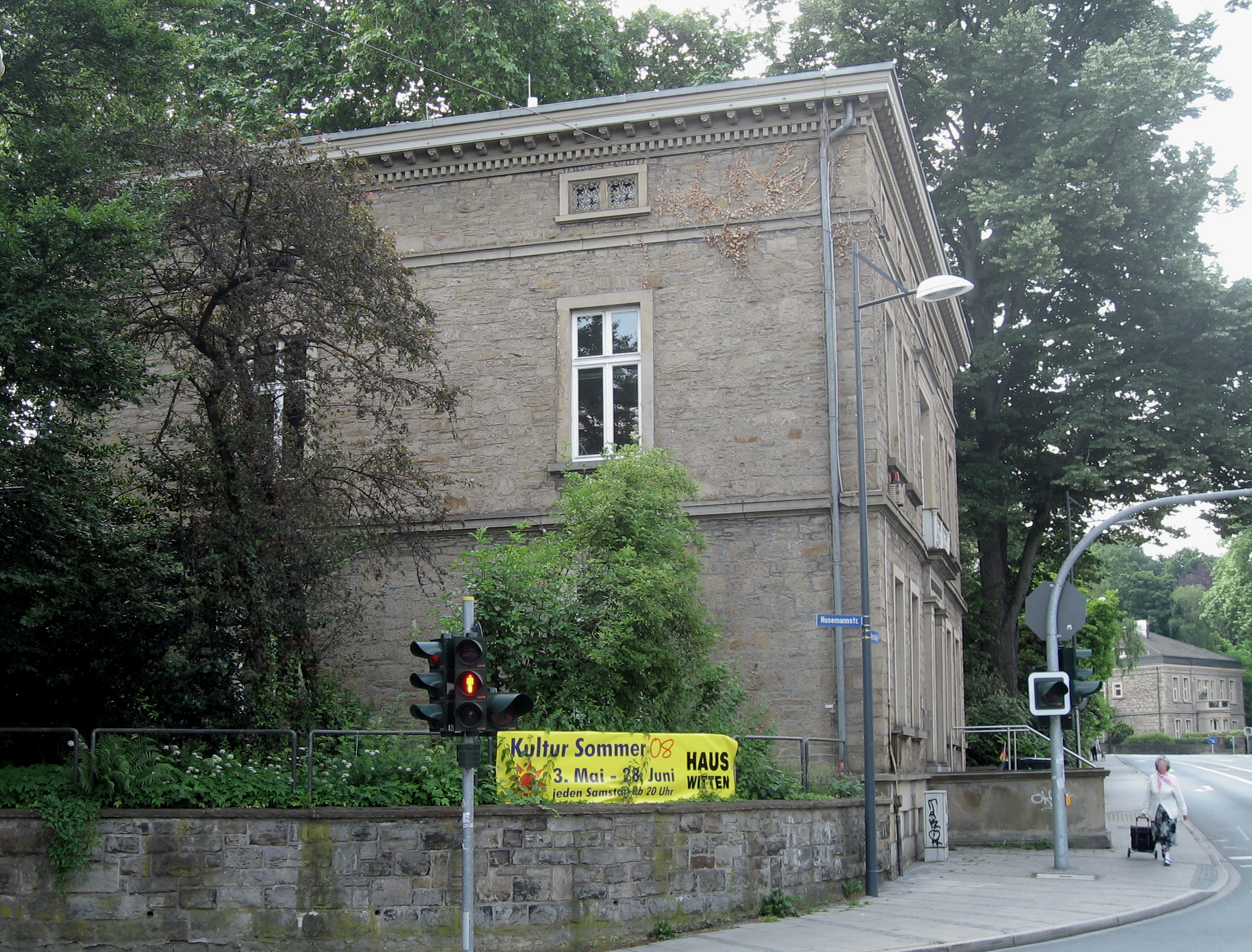
Rückseite

Die Villa Berger ist eine klassizistische Villa in Witten an der Ruhrstraße 69. Sie ist Teil der Route der Industriekultur.

## Geschichte
Die Villa Berger wurde 1839 von dem Stahlunternehmer Carl Ludwig Berger errichtet. 1879 wurde das Gebäude von Louis Constanz Berger, dem Sohn des Bauherren, um einen Anbau auf der Rückseite erweitert. Ein später errichteter Anbau wurde wieder entfernt. Die Villa blieb bis zum Ankauf durch die Stadt Witten im Jahre 1961 im Privatbesitz der Familie Berger. Seit 1984 steht sie unter Denkmalschutz. Bis 2005 beherbergte sie das Wittener Heimatmuseum, von 2006 bis 2010 das Stadtarchiv und seitdem die Verwaltung des Kulturforums Witten.

## Architektur
Die Villa mit ihrem rechteckigen Grundriss liegt mit der westlichen Hauptfassade direkt an der Ruhrstraße, die Nordseite grenzt an die Husemannstraße. Die 16,5 m breite und 10 m hohe Hauptfassade ist mit jeweils zwei Fensterzügen rechts und links und dem Portal in der Mitte symmetrisch und klar gegliedert. Oberhalb der zwei Hauptetagen befindet sich ein Mezzaningeschoss mit sechs kleineren, ebenfalls symmetrisch angeordneten Fenstern.